# Amore tra i fiordi
Amore tra i fiordi (Liebe am Fjord) è una serie di film per la televisione co-prodotta da Germania e Norvegia, e in onda su Das Erste dal 9 aprile 2010.
In Italia è andata in onda dal 7 giugno 2015 su Rai 2.

## Episodi
| Nº | Titolo originale      | Titolo italiano           | Prima TV Germania | Prima TV Italia |
| -- | --------------------- | ------------------------- | ----------------- | --------------- |
| 1  | Der Gesang des Windes | Il canto del vento        | 9 aprile 2010     | 21 giugno 2015  |
| 2  | Sommersturm           | Sogno di mezza estate     | 16 aprile 2010    | 7 giugno 2015   |
| 3  | Das Ende der Eiszeit  | La fine dell'era glaciale | 25 marzo 2011     | 28 giugno 2015  |
| 4  | Das Meer der Frauen   | Il mare delle donne       | 1 aprile 2011     | 5 luglio 2015   |
| 5  | Abschied von Hannah   | L'addio di Hannah         | 19 ottobre 2012   | 12 luglio 2015  |
| 6  | Zwei Sommer           | Le due estati             | 25 ottobre 2013   | 19 luglio 2015  |
| 7  | Sog der Gezeiten      | Ritorno alle origini      | 1 novembre 2013   | 26 luglio 2015  |
| 8  | Die Frau am Strand    | Una madre dal passato     | 25 aprile 2014    | 14 giugno 2015  |
| 9  | Unterm Eis            | Cuori nel ghiaccio        | 6 febbraio 2015   | 14 agosto 2017  |
| 10 | Das Alter der Erde    | I tempi dell'amore        | 21 gennaio 2017   | 8 agosto 2017   |

Come episodio della serie televisiva, Rai 2 ha mandato in onda anche il film del 2010 Più vita ai giorni! (Den Tagen mehr Leben!) il 9 agosto 2017.